# Platform versnelling energieliberalisering
Het platform versnelling energieliberalisering (PVE), waar verschillende maatschappelijke organisaties, waaronder EnergieNed, deel van uitmaakten, werd door het Nederlandse Ministerie van Economische Zaken opgericht om het proces van liberalisering van de Nederlandse energiemarkt te ondersteunen.
De taak van dit platform was technische en organisatorische regels vast te leggen zodat het functioneren van de markt na de liberalisering kon worden gegarandeerd. De hoofdtaak van het PVE was het creëren van een model dat de keten van levering van energie ondersteunde. Dit model staat bekend als het zogenaamde referentiemodel.
Het referentiemodel brengt de informatiestromen tussen de meetbedrijven, netbeheerders en leveranciers volledig in kaart en beschrijft door middel van een stromenmodel de processtappen en de rollen en verantwoordelijkheden van alle marktpartijen in deze procedures. Deze procedures beschrijven strategische afspraken als het ontwerpen, aanleggen en onderhouden van het netwerk en daarnaast operationele procedures als de verantwoordelijkheden bij de invoer van elektriciteit en gas, het transport van elektriciteit en gas, de afnamen van de afgesproken hoeveelheden en kwaliteit van gas, het balanceren van het netwerk en het onderhouden van operationele condities.